# Manduca caribbeus
Manduca caribbeus is een vlinder uit de familie van de pijlstaarten (Sphingidae). De wetenschappelijke naam van de soort werd in 1952 gepubliceerd door Cary.